# I Can't Tell You Why
I Can't Tell You Why is een nummer van de Amerikaanse band Eagles. Het nummer verscheen op hun album The Long Run uit 1979. Op 8 februari 1980 werd het nummer uitgebracht als de derde en laatste single van het album.

## Achtergrond
I Can't Tell You Why is geschreven door groepsleden Timothy B. Schmit, Glenn Frey en Don Henley en geproduceerd door Bill Szymczyk. Schmit bedacht de titel en schreef het grootste deel van het nummer, dat hij vervolgens aan Frey en Henley liet horen, die het afmaakten. Henley beschreef het als een "echt Al Green-nummer", en zei dat Frey verantwoordelijk was voor het r&b-gevoel. Frey zei tegen Schmit: "Je kunt als Smokey Robinson zingen. Maak geen Richie Furay of Poco-achtig nummer. Maak een r&b-nummer." Schmit maakte deel uit van Poco voordat hij bij de Eagles kwam.
Volgens Schmit is I Can't Tell You Why losjes gebaseerd op zijn eigen ervaringen. Hij vertelde: "Ik had een aantal schrijfsessies met Don en Glenn en ik gooide een aantal van mijn ideeën in de groep, en dat idee bleef hangen. Ik had een deel al af, niet erg veel maar genoeg voor hen om te denken, 'dat kan goed zijn', en om het verder af te maken. Dus maakten Don, Glenn en ik het af tijdens een paar nachtelijke sessies. [...] Toen het zich in de studio ontwikkelde, wist ik dat het een geweldig nummer was. Ik dacht, 'yes! Dit is een geweldig debuut voor mij'. Toen we het uiteindelijk gemixt hadden, hielden we een klein feestje in de studio terwijl we naar het album luisterden. Toen men het hoorde, zei Don tegen mij, 'dit is je eerste hit'."
I Can't Tell You Why is het eerste Eagles-nummer waarop Schmit te horen is als leadzanger. Frey en Henley verzorgen de achtergrondzang. In 1980 maakte de band een videoclip bij het nummer waarin Frey te zien is op de elektrische piano, wat opvallend was aangezien deze op de opname werd ingespeeld door Joe Walsh en Frey de gitaarsolo inspeelde. Het werd de laatste top 10-hit van de band, met een achtste plaats in de Amerikaanse Billboard Hot 100 en een vijfde plaats in Canada. In Nederland werd het uitgebracht als dubbele A-kant met The Greeks Don't Want No Freaks en werd de Top 40 niet gehaald, alhoewel het wel tot de vierde plaats in de Tipparade kwam. Daarnaast stond het in de week van 19 april 1980 eenmalig in de Nationale Hitparade op plaats 49.

## NPO Radio 2 Top 2000
| Nummer met noteringen in de NPO Radio 2 Top 2000 | '16  | '17  |
| ------------------------------------------------ | ---- | ---- |
| I Can't Tell You Why                             | 1996 | 1902 |

1. ↑  Een vetgedrukt getal geeft de hoogste notering aan.
2. ↑  2016 was het eerste jaar met een notering voor dit nummer.
3. ↑  Deze tabel is bijgewerkt tot en met de laatste editie (2024).